# Netrnoi Sor Vorasingh
Netrnoi Sor Vorasingh est un boxeur thaïlandais né le 22 avril 1959 et mort le 3 décembre 1982 dans un accident de moto.

## Carrière
Passé professionnel en 1975, il remporte le titre de champion de Thaïlande des poids mi-mouches en 1977 et devient champion du monde WBC de la catégorie le 6 mai 1978 en battant aux points Freddy Castillo. Sor Vorasingh conserve ce titre le 29 juillet suivant aux dépens de Luis Estaba puis le perd contre Kim Sung-jun le 30 septembre 1978. Il met un terme à sa carrière de boxeur en 1982, un an après une autre défaite en championnat du monde contre Hilario Zapata, sur un bilan de 29 victoires, 7 défaites et 2 match nuls.